# 席亞山
46°49′04.4″N 9°48′14.2″E / 46.817889°N 9.803944°E

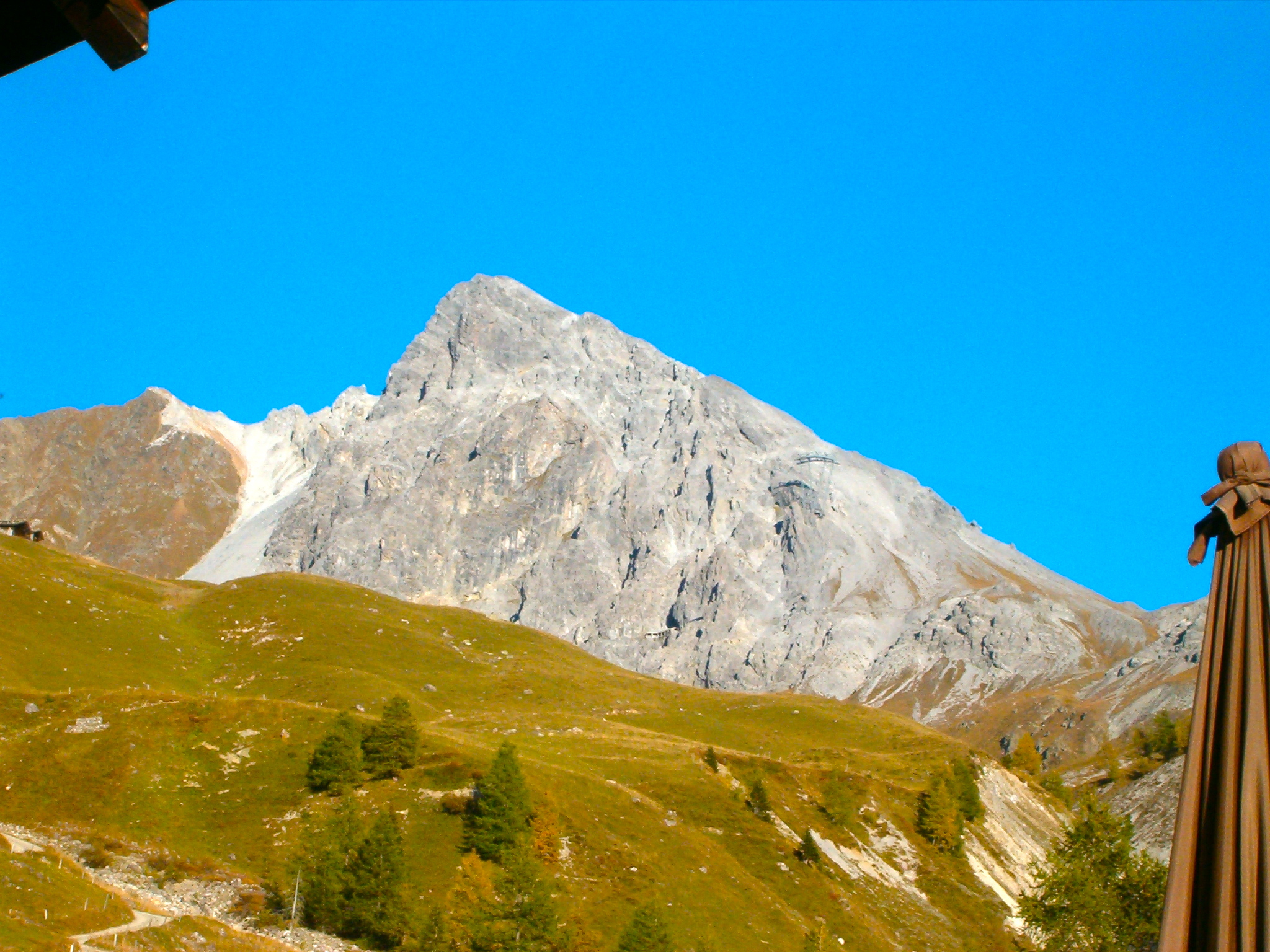

席亞山（Schiahorn），是瑞士的山峰，位於該國東南部，由格勞賓登州負責管轄，屬於普萊蘇爾阿爾卑斯山脈的一部分，海拔高度2,709米，每年平均降雨量1,729毫米。